# Boudu
Boudu és una pel·lícula francesa dirigida per Gérard Jugnot estrenada l'any 2005. És una recuperació de Boudu sauvé des eaux, film de Jean Renoir de 1932, amb Michel Simon. Ha estat doblada al català.
Boudu és una nova versió, més aviat que una recuperació, del film de Jean Renoir Boudu sauvé des eaux de 1932 amb Michel Simon. Es tracta del 10è film del director Gérard Jugnot que acabava d'assolir un gran èxit com a actor del film Les choristes.

## Argument
Mentre flirteja amb la seva ajudant a la vora del canal a Ais de Provença, Christian Lespinglet (Gérard Jugnot), marxant de quadres i tanmateix sobreendeutat, salva la vida d'un SDF (Gérard Depardieu) que intentava ofegar-se. Recollit per Lespinglet i la seva dona, la vida de la qual era més aviat monòtona, es mostra molest ben ràpidament i pertorba la seva vida. El film constitueix una crònica de la societat contemporània amb un fons de precarietat, una comèdia social amb accents de cel blau i d'olors de la Provença.Gérard Jugnot fa un paper de personatge malvat de cor tendre mentre Catherine Frot encarna un nou paper d'esposa una mica molesta. Gérard Depardieu, per la seva banda, encarna d'una manera inspirada el paper d'un personatge groller, fonamentalment lliure i que rebutja tota mena de lligam.

## Repartiment
- Gérard Depardieu: Boudu
- Gérard Jugnot: Christian Lespinglet
- Catherine Frot: Yseult Lespinglet
- Jean-Paul Rouve: Hubert, l'artista
- Serge Riaboukine: Géronimo, l'antic amic de Boudu
- Constance Dollé: Coralie
- Hubert Saint-Macary: Bob
- Bonnafet Tarbouriech: Perez
- Dominique Ratonnat: El metge
- Jean-Pierre Foucault: Ell mateix
- Frédéric Restagno: Bomber 1
- Marc Pistolesi: Bomber 2
- Agnès Régolo: La mare de Coralie
- Didier Lafaye: El pare de Coralie
- Christiane Conil: La clienta al mercat
- Aïssa Busetta: El visitant de la galeria d'art
- Paul Fructus: El foraster a l'estand de tir
- Richard Guedj: El pare del marrec a la fira d'atraccions
- Pierre Haudebourg: El visitant de la galeria
- Véronique Balme: La cambrera del restaurant